# NGC 4928
NGC 4928 est une galaxie spirale située dans la constellation de la Vierge. Sa vitesse par rapport au fond diffus cosmologique est de 2 048 ± 24 km/s, ce qui correspond à une distance de Hubble de 30,2 ± 2,1 Mpc (∼98,5 millions d'al). NGC 4928 a été découverte par l'astronome germano-britannique William Herschel en 1784.
La classe de luminosité de NGC 4928 est II-III et elle présente une large raie HI.
À ce jour, quatre mesures non basées sur le décalage vers le rouge (redshift) donnent une distance de 26,450 ± 5,402 Mpc (∼86,3 millions d'al), ce qui est à l'intérieur des valeurs de la distance de Hubble. 

## Groupe de NGC 4995
Selon A. M. Garcia, NGC 4928 fait partie du groupe de NGC 4995. Ce groupe de galaxies compte au moins cinq membres. Les quatre autres galaxies du groupe sont NGC 4942, NGC 4981, NGC 4995 et IC 4212.